# Tinytrema
Tinytrema es un género de arañas de la familia Trachycosmidae.

## Especies
- Tinytrema bondi Platnick, 2002
- Tinytrema kangaroo Platnick, 2002
- Tinytrema sandy Platnick, 2002
- Tinytrema wombat Platnick, 2002
- Tinytrema yarra Platnick, 2002